# Țara Jucăriilor
Țara Jucăriilor (titlu original: Babes in Toyland) este un film de Crăciun american muzical din 1961 regizat de Jack Donohue. Este realizat în Technicolor. Rolurile principale au fost interpretate de actorii Ray Bolger, Tommy Sands, Ed Wynn și Annette Funicello.
Filmul este produs de studiourile Walt Disney Productions și distribuit de Buena Vista Distribution. Se bazează pe populara operetă omonimă a lui Victor Herbert din 1903. În 1934 a mai fost realizat un film bazat pe această operetă, Babes in Toyland (Marșul soldățeilor de lemn) cu Stan și Bran,  precum și trei adaptări pentru televiziune înainte de acest film Disney. Este al doilea film Disney bazat pe această operetă și lansat cinematografic și primul în Technicolor.  Cu toate acestea, intriga și, în unele cazuri, muzica, are puține asemănări cu filmul original deoarece Disney a insistat ca cele mai multe dintre versuri să fie rescrise și o parte din tempourile cântecelor  să fie schimbate drastic.
Soldații de jucărie din film vor apărea mai târziu în paradele de Crăciun care au loc în parcurile tematice Disney din întreaga lume. 

## Distribuție
- Ray Bolger — Barnaby
- Tommy Sands — Tom Piper
- Annette Funicello — Mary Contrary
- Ed Wynn — Toymaker
- Tommy Kirk — Grumio
- Kevin Corcoran — Boy Blue
- Henry Calvin — Gonzorgo
- Gene Sheldon — Roderigo
- Mary McCarty — Mother Goose
- Ann Jillian — Bo Peep
- Brian Corcoran — Willie Winkie
- Marilee Arnold - Twin 1
- Melanie Arnold - Twin 2
- Jerry Glenn - Simple Simon
- John Perri - Jack-Be-Nimble
- David Pinson - Bobby Shaftoe
- Bryan Russell - The Little Boy
- James Martin - Jack
- Ilana Dowding - Jill
- Robert Banas - Russian Dancer (nem.)
- Eileen Diamond - Dancer (nem.)
- Bess Flowers - Villager (nem.)
- Jeannie Russell - Singer (voce) (nem.)

## Cântece
| Titlu                                   | Muzică de      | Adaptare de                                                    | Versuri                       | Interpretare                                               |
| --------------------------------------- | -------------- | -------------------------------------------------------------- | ----------------------------- | ---------------------------------------------------------- |
| Mother Goose Village and Lemonade       | Victor Herbert | George Bruns Lemonade adapted from musical piece Military Ball | Mel Leven                     | Corul                                                      |
| We Won't Be Happy Till We Get It        | Victor Herbert | George Bruns from He Won't Be Happy Till He Gets It            | Mel Leven                     | Ray Bolger, Henry Calvin și dansat de Gene Sheldon         |
| Just A Whisper Away                     | Victor Herbert | George Bruns                                                   | Mel Leven                     | Tommy Sands și Annette Funicello                           |
| Slowly He Sank To The Bottom of the Sea | George Bruns   |                                                                | Mel Leven                     | Henry Calvin și dansat de Gene Sheldon                     |
| Castle in Spain                         | Victor Herbert | George Bruns                                                   | Mel Leven                     | Ray Bolger (de asemenea și dans)                           |
| Never Mind, Bo-Peep                     | Victor Herbert | George Bruns                                                   | Mel Leven                     | Ann Jillian și corul                                       |
| I Can't Do The Sum                      | Victor Herbert | George Bruns                                                   | Mel Leven                     | Annette Funicello                                          |
| Floretta                                | Victor Herbert | George Bruns                                                   | Mel Leven                     | Tommy Sands și corul                                       |
| Forest of No Return                     | Victor Herbert | George Bruns                                                   | Mel Leven                     | Corul, copacii cântăreți și copii                          |
| Go To Sleep                             | Victor Herbert | George Bruns from Go to Sleep, Slumber Deep                    | Mel Leven                     | Tommy Sands, Annette Funicello și copii                    |
| Toyland                                 | Victor Herbert | George Bruns                                                   | Mel Leven and Glen MacDonough | Tommy Sands, Annette Funicello, copacii cântăreți și copii |
| Workshop Song                           | Victor Herbert | George Bruns from In The Toymaker's Workshop                   | Mel Leven                     | Ed Wynn, Tommy Sands, Annette Funicello și copii           |
| Just A Toy                              | Victor Herbert | George Bruns                                                   | Mel Leven                     | Tommy Sands și Annette Funicello                           |
| March of the Toys                       | Victor Herbert |                                                                |                               | Orchestra                                                  |
| Tom and Mary                            | Victor Herbert | George Bruns din Hail to Christmas                             | Mel Leven                     | Nuntașii                                                   |